# Doktor Bex gata
Doktor Bex gata ligger på Södra Guldheden i Göteborg.
Gatan är cirka 450 meter lång och sträcker sig mellan Doktor Heymans gata 15 och Doktor Hjorts gata 2.
Doktor Bex gata är uppkallad till minne av Abraham Bex (död i mitten av oktober 1696), som blev medicine doktor i Utrecht 1680 och stadsfysikus (stadsläkare) i Göteborg omkring 1685.
Längst upp på Doktor Bex gata i Södra Guldheden ligger i kvarteret 42 Backsippan en rad ovanliga butiksbyggnader från 1951. De ritades av arkitekt Henning Orlando och uppfördes 1950–1951. Konsum blev där första hyresgäst vid nummer 4 i november samma år. Övriga hyresgäster var Rolf Nilssons fiskaffär, Gullbergs färg- och kemikaliehandel, Gerd Wennerstens fotoateljé, Ebba Edwalls damfrisering, Guldhedens Kemtvätt och ett postkontor som invigdes den 8 december 1952. Bakom butiksbyggnaden fick en gren av linje 7 ändhållplats samt vändslinga på sommaren 1953. Nu (2015) ligger linje 10 ändhållplats där.
Sommaren 1953 använde Volvo Doktor Bex gatas butiksbyggnader till sin kampanj för Volvo Duett.